# Красни Лес (Карлове Вари)
Красни Лес (чеш. Krásný Les) је насељено мјесто са административним статусом сеоске општине (чеш. obec) у округу Карлове Вари, у Карловарском крају, Чешка Република.

## Становништво
Према подацима о броју становника из 2014. године насеље је имало 308 становника.